# Bhingri
Bhingri (nep. भिंगृ) – gaun wikas samiti w zachodniej części Nepalu w strefie Rapti w dystrykcie Pyuthan. Według nepalskiego spisu powszechnego z 2001 roku liczył on 1076 gospodarstw domowych i 4974 mieszkańców (2750 kobiet i 2224 mężczyzn).